# Produkt (Chemie)
Als Produkt bezeichnet man einen bei einer chemischen Reaktion entstehenden Stoff. Einen Ausgangsstoff bezeichnet man hingegen als Reaktanden oder Reaktanten (veraltet auch Edukt). Produkte stehen in einer Reaktionsgleichung mit Reaktionspfeil auf der rechten Seite.